# Unterschlauersbach
Unterschlauersbach (fränkisch: Schlaueasbach) ist ein Gemeindeteil der Gemeinde Großhabersdorf im Landkreis Fürth (Mittelfranken, Bayern). Die Gemarkung Unterschlauersbach hat eine Fläche von 10,159 km². Sie ist in 1355 Flurstücke aufgeteilt, die eine durchschnittliche Fläche von 7497,35 m² haben. In ihr liegt neben dem namensgebenden Ort der Gemeindeteil Oberreichenbach.

## Geographie
Durch das Kirchdorf fließt der Schlauersbach (im Unterlauf Neubach genannt), ein linker Zufluss der Bibert. Im Nordosten erhebt sich der Fronberg, im Nordwesten der Neuseser Bühl. Im Norden grenzt das Flurgebiet Am Flecken an, im Süden das Waldgebiet Keller, noch weiter südlich befindet sich das Flurgebiet Katzenäcker. Die Staatsstraße 2245 führt nach Großhabersdorf (1,8 km östlich) bzw. nach Seubersdorf (2,2 km nordwestlich). Die Kreisstraße FÜ 19 führt nach Oberreichenbach (2,4 km nördlich).

## Geschichte
Der Ort dürfte im 8. Jahrhundert gegründet worden sein. 1124 wurde dieser als „Slurspach“ erstmals urkundlich erwähnt, 1165 als „Slurespach“. Der Ortsname leitet sich von einem gleichlautenden Gewässernamen ab, dessen Bestimmungswort das mittelhochdeutsche Wort „slur“ (= faul, träge oder leichtsinnig) ist, womit wahrscheinlich die Eigenschaft des Baches beschrieben wurde. 1324 wurde der Ort erstmals „Nidernslurspach“ genannt zur besseren Unterscheidung des in der Nähe gelegenen Oberschlauersbach.
In der Urkunde von 1124 wurde bestätigt, dass Bischof Otto von Bamberg die neu gegründete Zelle St. Getreu dem Kloster Michelsberg schenkte und sie mit 16 Huben samt Kirche und Mühle in Unterschlauersbach ausstattete. Die Grafen von Abenberg erhielten die Schirmvogtei über den Ort. 1316 verkaufte das Kloster Michelsberg seine Güter in Unterschlauersbach an die Herren von Seckendorff-Gudent. Acht Jahre darauf kamen die Güter durch Tausch an das Kloster Heilsbronn. In der Folgezeit erwarb das Kloster weitere Anwesen, so dass es im Ort insgesamt 14 Höfe besaß.
Laut dem 16-Punkte-Bericht des Klosteramts Heilsbronn von 1608 wurden 14 Anwesen (7 Bauern, 7 Köbler) verzeichnet, die das Klosterverwalteramt Heilsbronn als Grundherrn hatten. Angaben zu den anderen Grundherren gibt es nicht. 1650 – zwei Jahre nach dem Dreißigjährigen Krieg – galt das Dorf als ganz wüst und eingefallen. Alle 14 heilsbronnischen Höfe waren verödet. 1665 waren immer noch elf dieser Höfe unbesetzt.
Gegen Ende des 18. Jahrhunderts gab es in Unterschlauersbach 27 Anwesen. Das Hochgericht übte das brandenburg-ansbachische Oberamt Cadolzburg aus. Über die bayreuthischen Untertanen übte das brandenburg-bayreuthische Stadtvogteiamt Markt Erlbach im begrenzten Umfang aus. Die Dorf- und Gemeindeherrschaft hatte das brandenburg-bayreuthische Kastenamt Dietenhofen-Bonnhof. Grundherren waren das Kastenamt Bonnhof (vier Höfe, drei Halbhöfe, ein Wirtshaus, eine Mühle, eine Schmiede, sechs Güter, sechs Häuser, ein Hirtenhaus), die Pfarrei Dietenhofen (ein Wirtshaus, ein Haus) und der Nürnberger Eigenherr von Haller (ein Hof, ein Gütlein). Im Ort gab es zu dieser Zeit jährlich zwei bedeutende Viehmärkte.
Von 1797 bis 1808 unterstand der Ort dem Justiz- und Kammeramt Cadolzburg. Im Rahmen des Gemeindeedikts wurde 1808 der Steuerdistrikt Unterschlauersbach gebildet. Zu der I. Sektion gehörten Oberreichenbach und Unterschlauersbach, zu der II. Sektion Dürrnfarrnbach und Kirchfarrnbach. Im selben Jahr entstand die Ruralgemeinde Unterschlauersbach, die deckungsgleich mit der I. Sektion war. Sie war in Verwaltung und Gerichtsbarkeit dem Landgericht Cadolzburg zugeordnet und in der Finanzverwaltung dem Rentamt Cadolzburg (1919 in Finanzamt Cadolzburg umbenannt). Ab 1862 gehörte Unterschlauersbach zum Bezirksamt Fürth (1939 in Landkreis Fürth umbenannt). Die Gerichtsbarkeit blieb beim Landgericht Cadolzburg (1879 in Amtsgericht Cadolzburg umbenannt), seit 1931 ist das Amtsgericht Fürth zuständig. Die Finanzverwaltung wurde am 1. Januar 1929 vom Finanzamt Fürth übernommen. Die Gemeinde hatte 1964 eine Gebietsfläche von 10,166 km².
In der Zeit des Nationalsozialismus bestand dort bis zum Ende des Zweiten Weltkrieges nordöstlich des Ortes der Flugplatz Unterschlauersbach.
Am 1. Juli 1971 wurde Unterschlauersbach im Zuge der Gebietsreform in Bayern nach Großhabersdorf eingemeindet.

### Baudenkmäler
In Unterschlauersbach gibt es vier Baudenkmäler:
- Am Marktplatz 8: evangelisch-lutherische Filialkirche St. Andreas
- Hans-Enßner-Straße 3: Bauernhaus
- Unterschlauersbacher Hauptstraße 19: dazugehörige Scheune
- Unterschlauersbacher Hauptstraße 35: Wohnhaus
- Zwei historische Bauwerke aus Unterschlauersbach, eine Mühle und ein Brunnen wurden in den 1980er Jahren denkmalschutzgerecht abgebaut, disloziert und sind heute ex situ im Fränkischen Freilandmuseum in Bad Windsheim erhalten.

### Einwohnerentwicklung
Gemeinde Unterschlauersbach
| Jahr      | 1818   | 1840   | 1852   | 1855   | 1861   | 1867   | 1871   | 1875   | 1880   | 1885   | 1890   | 1895   | 1900   | 1905   | 1910   | 1919   | 1925   | 1933   | 1939   | 1946   | 1950   | 1952   | 1961   | 1970   |
| Einwohner | 368    | 421    | 424    | 422    | 447    | 436    | 430    | 427    | 431    | 439    | 409    | 411    | 410    | 421    | 426    | 397    | 397    | 380    | 364    | 510    | 562    | 525    | 384    | 355    |
| Häuser    | 62     | 71     |        |        |        |        | 82     |        |        | 81     | 87     |        | 83     |        |        |        | 74     |        |        |        | 75     |        | 76     |        |
| Quelle    | [ 21 ] | [ 22 ] | [ 23 ] | [ 23 ] | [ 24 ] | [ 25 ] | [ 26 ] | [ 27 ] | [ 28 ] | [ 29 ] | [ 30 ] | [ 23 ] | [ 31 ] | [ 23 ] | [ 32 ] | [ 23 ] | [ 33 ] | [ 23 ] | [ 23 ] | [ 23 ] | [ 34 ] | [ 23 ] | [ 16 ] | [ 35 ] |

Ort Unterschlauersbach
| Jahr      | 001818 | 001840 | 001861 | 001871 | 001885 | 001900 | 001925 | 001950 | 001961 | 001970 | 001987 | 002022 |
| Einwohner | 202    | 211    | 219    | 214    | 209    | 188    | 188    | 297    | 223    | 205    | 206    | 257    |
| Häuser    | 34     | 36     |        |        | 42     | 42     | 37     | 39     | 41     |        | 47     |        |
| Quelle    | [ 21 ] | [ 22 ] | [ 24 ] | [ 26 ] | [ 29 ] | [ 31 ] | [ 33 ] | [ 34 ] | [ 16 ] | [ 35 ] | [ 36 ] | [ 1 ]  |

## Religion
Der Ort ist seit der Reformation evangelisch-lutherisch geprägt und war ursprünglich nach St. Andreas (Dietenhofen) gepfarrt, in der ersten Hälfte des 19. Jahrhunderts war teils die Pfarrei St. Martin (Kleinhaslach), teils die Pfarrei St. Walburg (Großhabersdorf) zuständig, seit der zweiten Hälfte des 19. Jahrhunderts ist die Pfarrei St. Maria Magdalena (Seubersdorf) allein für den Ort zuständig. Die Einwohner römisch-katholischer Konfession sind nach St. Walburga (Großhabersdorf) gepfarrt.

## Verkehr
Der ÖPNV bedient Unterschlauersbach mit zwei Haltestellen der VGN-Buslinie 113. Abends und am Wochenende verkehrt ein Anrufsammeltaxi zum Bahnhof in Roßtal.
Durch Unterschlauersbach führt der Fernwanderweg Rangau-Pfalz-Weg.

## Persönlichkeiten
- Johann Georg Scherzer der Ältere (* 8. Januar 1776 Unterschlauersbach; † 1. März 1858 Leopoldstadt), Mitbegründer der Ersten österreichischen Spar-Casse[39]